# زنغلانلو (مقاطعة درغز)
زنغلانلو (بالفارسية: زنگلانلو) هي قرية تقع في إيران في خراسان رضوي. يقدر عدد سكانها بـ 671 نسمة بحسب إحصاء 2016.